# Bildungsroman

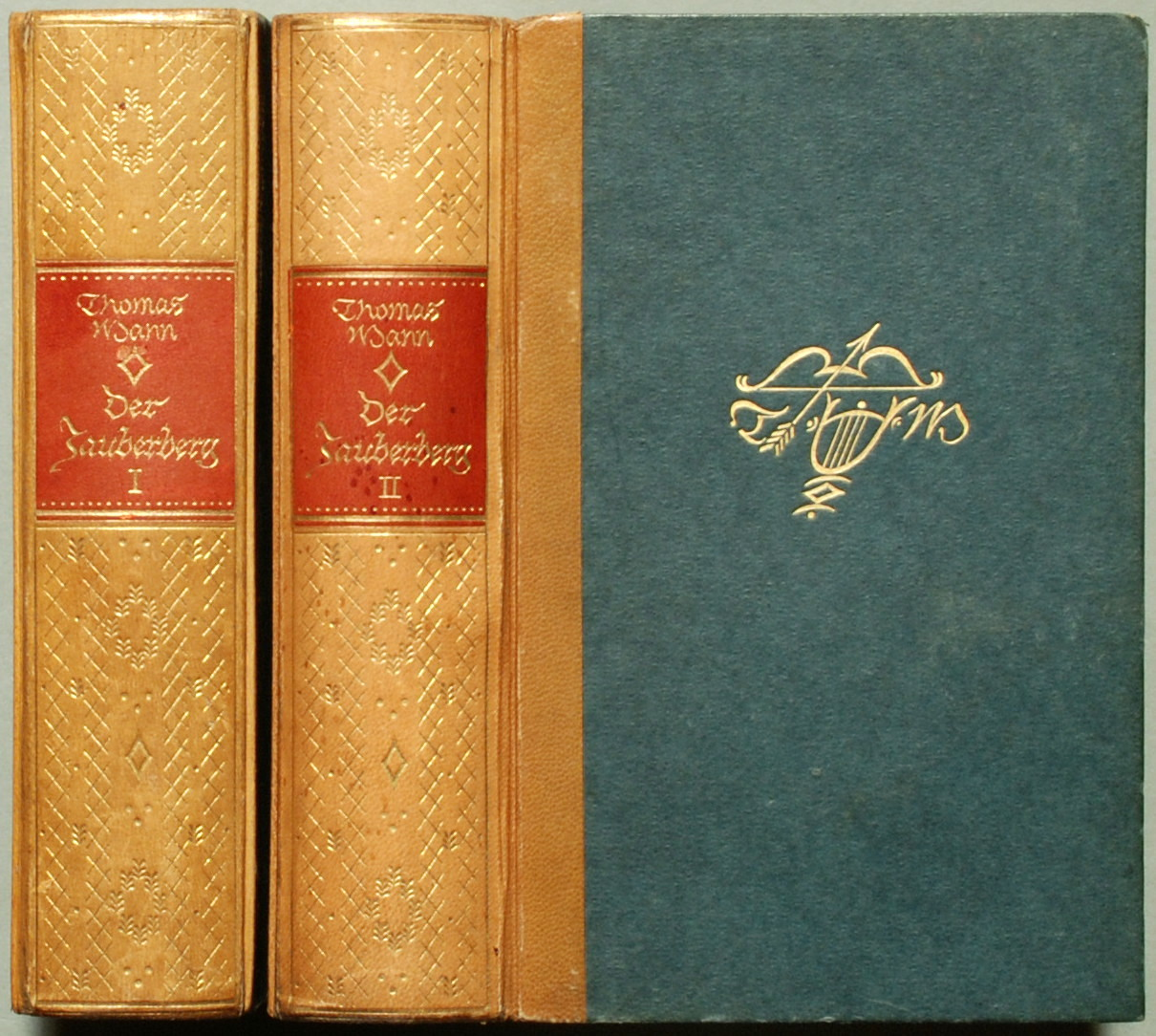
Der Zauberberg

Un bildungsroman este o scriere în proză, care prezintă procesul de formare a personalității eroului principal sub influența experienței directe. Cuvântul a fost preluat din germană, în care Bildungsroman înseamnă, literal, „roman de formare”.
Tema maturizării, a formării unei personalități este o temă comună în literatura universală. Bildungsromanul este axat exclusiv pe acumulări de experiențe de către un personaj care, inițial, se prezintă ca o foaie imaculată pe care viața urmează să își pună amprentele decisive.
Exemple de bildungsromane sunt „Anii de ucenicie ai lui Wilhelm Meister” de Goethe, „Amintiri din copilărie” și „Povestea lui Harap Alb” de Ion Creangă,  „A Portrait of the Artist as a Young Man” (în română, „Portretul artistului în tinerețe”) de James Joyce, „Romanul adolescentului miop” de Mircea Eliade, „Hronicul și cântecul vârstelor” de Lucian Blaga, „Baltagul” de Mihail Sadoveanu și „Enigma Otiliei” de George Călinescu.